# Paul Lowe
Paul Edward Lowe (Homer, 27 settembre 1935) è un giocatore di football americano statunitense che ha militato nel ruolo di halfback nell'American Football League (AFL).

## Carriera
Dopo avere lasciato la Oregon State University, Lowe giocò per i San Francisco 49ers durante la pre-stagione 1959 ma non riuscì ad ottenere un posto in squadra e fu svincolato prima dell'inizio della stagione regolare. Fece così ritorno a Los Angeles per trovare un lavoro per supportare la moglie, Sophia Lowe. Trovò un ruolo alla Carte Blanche Credit Card Corporation, posseduta dalla famiglia Hilton.
Nel 1960 Barron Hilton, figlio del famoso magnate dell'industria alberghiera Conrad Hilton, era il proprietario originario dei Los Angeles Chargers, una formazione dell'appena formata American Football League. Il general manager dei Chargers, Frank Leahy, chiese a Lowe di presentarsi al training camp dei Chargers, memore del suo talento messo in mostra a Oregon State pochi anni prima. Lowe si unì ai Chargers come free agent. La prima volta che toccò il pallone nella AFL segnò un touchdown da 105 yard nella prima gara amichevole della storia dei Chargers. Quell'anno guidò la squadra con 855 yard corse su 136 portate (6,3 yard di media a corsa) ed ebbe anche 23 ricezioni per 377 yard. Nel 1961, con la squadra ora trasferita a San Diego, Lowe stabilì un record di franchigia ancora imbattuto con una corsa da 87 yard. Dopo avere lasciato i Chargers nel 1969, Lowe giocò nove partite per i Kansas City Chiefs negli special team, vincendo il Super Bowl IV.
Lowe fu premiato come miglior giocatore della AFL nel 1965 dopo avere guidato la lega con 1.121 yard corse e 6 touchdown. Fu convocato anche per due All-Star Game. Lowe stabilì un record del football professionistico con 6 gare in cui corse 100 o più yard in 14 tentativi o meno di corsa. La sua media di 4,89 yard per corsa è la più alta della storia della AFL (oltre che un record di franchigia dei Chargers), mentre le sue 4.995 yard corse sono il secondo massimo della AFL. È uno dei soli venti giocatori ad avere militato in quella lega in tutti i suoi dieci anni di esistenza.

## Palmarès

### Franchigia
- Campionati AFL : 2

San Diego Chargers: 1963
Kansas City Chiefs: 1969
- Super Bowl : 1

Kansas City Chiefs: IV

### Individuale
- First-team All-AFL: 2

1960, 1965
- Second-team All-AFL: 2

1961, 1963
- AFL All-Star: 2
- 1963, 1965
- MVP della AFL:

1965
- Leader della AFL in yard corse: 1

1965
- Leader della AFL in touchdown su corsa: 1

1961, 1965
- Formazione ideale di tutti i tempi della AFL
- Los Angeles Chargers Hall of Fame
- Formazione ideale del 40º anniversario dei San Diego Chargers
- Formazione ideale del 50º anniversario dei San Diego Chargers